# 香月彩里
香月 彩里（こうづき さおり、11月24日 - ）は、日本の女優、映画監督。
宮城県出身。関東国際高等学校演劇科卒業、 青山学院女子短期大学卒業。

## 出演

### 舞台
- 錦織一清 演出 『シー・ラヴズ・ミー』（2009年シアタークリエ）
- 鈴木勝秀 演出『ファントム』（2010年赤坂ACTシアター）
- 菅野こうめい 演出『ガイズ＆ドールズ』（2010年シアタークリエ）
- 山田和也 演出 帝劇グランドロマン『風と共に去りぬ』（2011年帝国劇場）
- 錦織一清 演出 『デュエット』演出:(2012年シアタークリエ)
- 上島雪夫 演出『コーヒープリンス1号店』 (2012年青山劇場)
- 上島雪夫 演出 ミュージカル『SEMPO』(2013年新国立劇場)
- 上島雪夫 演出『ONE-HEART MUSICAL FESTIVAL』(2013年シアタークリエ)
- 板垣恭一 演出『二都物語』(2013年東急シアターオーブ)
- フィリップ・マッキンリー 演出 ロックオペラ『モーツァルト』（2013年東急シアターオーブ）
- ダニエル・カトナー 演出 ミュージカル『ファントム』(2014年赤坂ACTシアター)
- 小林香 演出 ミュージカル『カルメン』(2014年銀河劇場)
- 菅野こうめい 演出 笹本玲奈 15th Anniversary Show『Magnifique』(2014年天王洲銀河劇場)
- ラサール石井 演出 ミュージカル『ＨＥＡＤＳ ＵＰ！』（2015年赤坂ACTシアター）
- 板垣恭一 演出 ミュージカル『シャーロック ホームズ2〜ブラッディ・ゲーム〜』（2015年日生劇場）
- 上島雪夫 演出 ミュージカル『SAMURAI 7』ユキノ/サナエ役 （2015年天王洲銀河劇場）
- ラサール石井 演出 舞台版『こちら葛飾区亀有公演前派出所』（2016年）
- ラサール石井 演出 ミュージカル『ＨＥＡＤＳ ＵＰ！』（2017年）
- 藤倉梓 演出『I LOVE YOU YOU'RE PERFECT NOW CHANGE』（2017年）
- 福田転球 演出 マサ子の間男 歌喜劇『ああ、酒よ』(2017年)
- 福田雄一 演出 ミュージカル『ヤングフランケンシュタイン』 （2017年国際フォーラム）
- 倉持裕 演出 妄想歌謡劇『上を下へのジレッタ』 （2017年シアターコクーン）
- 松尾スズキ 演出 ミュージカル『キャバレー』 （2017年）
- 松尾スズキ30周年記念ファミリーコンサート 「なんとかここまで起訴されず」(2018年)
- 奥山寛 演出 ミュージカル「BKLYN（ブルックリン）」フェイス役（2018年）
- 松尾スズキ 演出『ニンゲン御破算』（2018年）
- ラサール石井 演出「夫婦漫才」(2019年明治座)
- 松尾スズキ 演出 「キレイ～神様と待ち合わせした女～」テルヤ役(2020年シアターコクーン）
- 松尾スズキ 演出 「シブヤデアイマショウ」（2021年4月18日 - 4月25日、シアターコクーン）
- 白井晃 演出 「ジャック・ザ・リッパー」（2021年日生劇場）
- ジョン・ケアード演出「千と千尋の神隠し」(2022年帝国劇場)
- 倉持裕 演出「歌妖曲〜中川大志之丞変化〜」（2022年明治座）[2][3]
- 松尾スズキ　演出「シブヤデマタアイマショウ」(2023年シアターコクーン)
- 艶∞ナイトポリス　vol.1「生意気なからあげ」 (2023年7月)
- 杉原邦生　演出　「SHELL」（2023年KAAT神奈川芸術劇場）
- 福原充則　演出「歌唱劇 パラダイスをくちずさむ」（2025年竹野浜特設ステージ）[4]
- 松尾スズキ　演出「クワイエットルームにようこそ The Musical」（2026年公演予定THEATER MILANO-Za他）[5]

### テレビ
- テレビ東京「勇者ヨシヒコと導かれし七人」(2016年）
- WOWOWライブ 『劇場の灯を消すな！Bunkamuraシアターコクーン編 松尾スズキプレゼンツ アクリル演劇祭』(2020年)

### 映画
- 「108～海馬五郎の復讐と冒険～」松尾スズキ監督 (2019年)
- 「ヒューマンエラー」脚本・監督担当（2024年）[6]
- 「さんぽ道」脚本 ・監督担当（2025年）

### CM
- 花王 ロリエ40周年スペシャルムービー「ゆれ動いたって、いいんじゃない…」（松本花奈監督）
- 日本アルコンデイリーズ トータル ワンのＷＥＢＣＭ
- 金冠堂 キンカン 2016キンカン村の夏篇
- かっぱ寿司 あなたのおいしいうた 篇
- 大塚製薬 オロナインH軟膏
- Netflix 「話したくなる話がある篇」

### ラジオCM
- テラスモール湘南
- 東京海上日動
- エネオス電気